# Pariteitspuntenmethode
De pariteitspuntenmethode (basing-points system) is een prijssysteem  waarbij de prijs op de plaats van bestemming gelijk is aan de basisprijs plus de transportkosten vanaf een van tevoren afgesproken punt, het pariteitspunt.
Als een leverancier zich dichter bij de bestemming bevindt, is het voor deze voordelig, aangezien de werkelijke transportkosten lager liggen dan die volgen uit de pariteitspuntenmethode. Voor de afnemer levert dit geen voordeel op, maar het levert deze ook geen nadeel op als de leverancier zich verder weg bevindt. De mogelijkheid van concurrentie door het kiezen van een vestigingsplaats verdwijnt dus voor de leverancier.

## Gulf-plus
Zo was de olieprijs vanaf de jaren twintig gebaseerd op de prijs in de Golf van Mexico, aangezien de Verenigde Staten en Mexico toen de grootste olie-exporteurs waren. Hoewel de productiekosten van olie uit Iran lager waren, was de prijs dus gelijk, zelfs als het verscheept werd naar het dichtbijgelegen India.